# Petrovac na Moru
Petrovac na Moru är en ort i Montenegro. Den ligger i den södra delen av landet, 40 km sydväst om huvudstaden Podgorica. Petrovac na Moru ligger 9 meter över havet och antalet invånare är 1 485.
Terrängen runt Petrovac na Moru är huvudsakligen kuperad, men österut är den bergig. Havet är nära Petrovac na Moru åt sydväst.  Närmaste större samhälle är Budva, 12,3 km nordväst om Petrovac na Moru. 